# Пемпиці (Свентокшиське воєводство)
Пемпиці (пол. Pępice) — село в Польщі, у гміні Мнюв Келецького повіту Свентокшиського воєводства.
Населення — 562 особи (2011).
У 1975-1998 роках село належало до Келецького воєводства.

## Демографія
Демографічна структура на день 31 березня 2011 року:
|          | Загалом | Допрацездатний вік | Працездатний вік | Постпрацездатний вік |
| -------- | ------- | ------------------ | ---------------- | -------------------- |
| Чоловіки | 274     | 78                 | 182              | 14                   |
| Жінки    | 288     | 82                 | 164              | 42                   |
| Разом    | 562     | 160                | 346              | 56                   |